# Tirumalairayanpattinam
Tirumalairayanpattinam es una localidad de la India, en el distrito de Karaikal, territorio de Puducherry.

## Geografía
Se encuentra a una altitud de 6 m s. n. m. a  km de la capital nacional, Nueva Delhi, en la zona horaria UTC +5:30.

## Demografía
Según estimación 2010 contaba con una población de 12 396 habitantes.